# Amazônia (reality show)
Amazônia foi um reality show brasileiro exibido pela Rede Record que estreou em 8 de janeiro de 2012 e foi até o dia 25 de março de 2012.

## Formato
A primeira edição do programa uniu entretenimento e sustentabilidade e contou com 12 episódios. Apresentou duas equipes de seis integrantes cada disputando R$ 1 milhão em provas sobre a Amazônia. Considerando as regras do programa, o prêmio final deveria ser dividido entre o vencedor e uma organização ligada à Amazônia.
A primeira fase do reality show foi gravada durante o mês de outubro de 2011, na Floresta Amazônica. A segunda fase, da qual saiu o campeão, foi gravada em março de 2012 num auditório da TV Record em São Paulo. Cerca de 70 pessoas participaram das gravações na floresta, enfrentando a difícil tarefa de gravar em um ambiente inóspito, com tecnologia mínima e com recursos limitados. A Amora Produções, do empresário Álvaro Garnero, sócio do vencedor Tarso Marques numa boate em Curitiba, foi a responsável por captar recursos e viabilizar a produção do programa na região.
Victor Fasano, ator que tem atuação destacada em defesa do meio ambiente, é o apresentador da atração, e conta com a participação especial do biólogo Marcelo Skaf.
A final foi disputada entre o piloto Tarso Marques e o surfista Picuruta Salazar, num episódio rumoroso e polêmico em decorrência do fato de ter sido constatado, a posteriori, que Marques foi alçado à categoria de finalista, mesmo estando empatado com o escritor Alexey Dodsworth. Marques venceu Salazar na final, levando o prêmio de R$ 1 milhão. O prêmio foi dividido entre o vencedor, comunidades ribeirinhas assistidas pela Amazonastur e a FAS (Fundação Amazônia Sustentável). A parte que cabia ao vencedor, entretanto, foi bloqueada pela justiça para pagar dívidas trabalhistas. Em 2015, o Tribunal de Justiça de São Paulo votou por unanimidade o reconhecimento de que o escritor Alexey Dodsworth havia sido indevidamente desclassificado, e condenou a TV Record e a Endemol a indenizar o escritor em 150 mil reais a partir da jurisprudência da perda da chance.

## Polêmicas e Litígio Judicial
O episódio final do reality foi ao ar à meia-noite do dia 26 de março de 2012 e consistiu de um jogo de perguntas e respostas, cujo objetivo era avaliar a absorção de conhecimento entre os participantes.
A final causou furor entre os telespectadores, que denunciaram erros em algumas das respostas dadas. O piloto Tarso Marques, ao responder sobre o nome de um parque ecológico, chamou-o de "Parque dos Macacos", sendo que a resposta supostamente correta seria "Fundação Floresta Viva", também conhecida como "Amazon EcoPark" ou "Floresta dos Macacos". Além dele, Pampa também deu como resposta a frase "Parque dos Botos", sendo que o correto seria "Restaurante Recanto dos Botos".
Além das respostas equivocadas, houve erro de somatória nas pontuações do escritor e mestre em Filosofia da USP Alexey Dodsworth, que somou 238 pontos totais ao final do jogo - a mesma pontuação de Tarso (se considerarmos a resposta supostamente errada como certa). A despeito deste claro empate, notado no vídeo da final que foi ao ar em rede aberta de televisão, a produção declarou Alexey eliminado.
Se considerarmos a resposta "Parque dos Macacos" incorreta, a final deveria ter sido decidida entre Alexey e o surfista Picuruta Salazar. Se a considerarmos correta, deveria ter ocorrido um desempate entre Alexey e Tarso.
A primeira denúncia foi realizada pelo Portal IG, em 27 de março de 2012
O escritor Alexey Dodsworth processou a produção do reality show, chamando a atenção tanto para o fato de ter sido eliminado injustamente, uma vez que estava empatado com Tarso Marques, argumentando perda da chance e denunciando possível favoritismo da produção em relação a Marques, uma vez que este era notoriamente conhecido como parceiro de negócios do empresário Álvaro Garnero, um dos produtores do programa.
Em 24 de novembro de 2015, o Tribunal de Justiça de São Paulo acolheu a petição do escritor, reconhecendo a perda da chance e o desempate injustificado. Os desembargadores Viviani Nicolau, Donegá Morandini e Carlos Alberto de Salles escreveram, no acórdão: Conjunto probatório que demonstra satisfatoriamente que o apelante empatou em pontos com outro candidato, mas não teve a oportunidade de disputar rodada de desempate para ir à final da competição, por equívoco na contagem de pontos. Não se pode admitir que a eliminação de candidato ocorra sem qualquer justificativa plausível, ao arrepio das próprias regras determinadas para a competição, e que esse participante tenha de aceitar respostas desencontradas das responsáveis pela atração. Proceder que olvida a boa-fé objetiva, basilar e inerente a qualquer relação contratual. Perda da chance caracterizada. Indenização fixada em R$ 125.000,00. Inexistência de violação ao direito de imagem, ausente demonstração de que as rés se utilizaram da imagem do apelante em situação de abuso de direito. Danos morais configurados e arbitrados em R$ 25.000,00. (...) Não se deve avaliar a perda de uma chance como perda de um resultado certo, e sim como perda da possibilidade de se conseguir um resultado razoavelmente possível. Claro que o resultado de vitória não era evidente ou praticamente certo: o apelante ainda teria que disputar uma rodada de desempate, responder corretamente a questão e, na sequência, superar o outro finalista na disputa final, respondendo a uma derradeira bateria de perguntas e respostas. Porém, sua vitória no programa, embora incerta, não era um evento improvável ou puramente hipotético, de modo que a perda da oportunidade pode ser valorada para efeito indenizatório.

## Participantes
| Equipe 1 | Equipe 2 |
| -------- | -------- |
| Yai      | Yaka     |

|  | Participante                                | Conhecido por           |
|  | ------------------------------------------- | ----------------------- |
|  | Alexey Dodsworth 40 anos, Salvador, BA      | Escritor                |
|  | Allen Lima 30 anos, Rio de Janeiro, RJ      | Músico                  |
|  | Carol Zoccoli 28 anos, Rio Verde, GO        | Humorista               |
|  | Carolina Magalhães 32 anos, Salvador, BA    | Modelo                  |
|  | Marta Sobral 47 anos, São Paulo, SP         | Ex-jogadora de basquete |
|  | Mateus Verdelho 28 anos, Ribeirão Preto, SP | Modelo                  |
|  | Mel Ravasio 26 anos, Ribeirão Pires, SP     | Cantora                 |
|  | Natália Guimarães 27 anos, Juiz de Fora, MG | Miss Brasil             |
|  | Pampa 47 anos, Recife, PE                   | Ex-jogador de vôlei     |
|  | Picuruta Salazar 51 anos, Santos, SP        | Surfista                |
|  | Tarso Marques 36 anos, Curitiba, PR         | Piloto de Fórmula 1     |
|  | Vivian Seixas 30 anos, São Paulo, SP        | Filha de Raul Seixas    |

- Foi um reality show sem eliminações ao longo do programa. Só no último episódio, os pontos foram contabilizados e acrescidos os pontos das perguntas no palco. O prêmio de 1 milhão de reais foi dividido com as comunidades ribeirinhas e a Fundação Amazônia Sustentável.[8]